# Chingo
Chingo – wygasły stratowulkan na granicy Gwatemali i Salwadoru. Szczyt, osiągający wysokość 1775 m n.p.m., wznosi się na ponad 900 m ponad otaczający go teren.
Wulkan Chingo nie był aktywny w czasach historycznych.